# Microptilotis
Microptilotis is een geslacht van zangvogels uit de familie honingeters (Meliphagidae). Dankzij onder andere in 2019 gepubliceerd DNA-onderzoek naar de taxonomie van de vogels is dit geslacht afgesplitst van het geslacht Meliphaga.

## Soortenlijst
Er zijn tien soorten:
- Microptilotis albonotatus  – Witgevlekte honingeter
- Microptilotis analogus  – Reichenbachs honingeter
- Microptilotis cinereifrons  – Sierlijke honingeter
- Microptilotis flavirictus  – Geelteugelhoningeter
- Microptilotis gracilis  – Priemsnavelhoningeter
- Microptilotis imitatrix  – Cryptische honingeter
- Microptilotis mimikae  – Mimikahoningeter
- Microptilotis montanus  – Salvadori's honingeter
- Microptilotis orientalis  – Kleine berghoningeter
- Microptilotis vicina  – Tagulahoningeter